# Contea di Hayes
La contea di Hayes (in inglese Hayes County) è una contea dello Stato del Nebraska, negli Stati Uniti. La popolazione al censimento del 2000 era di 1 068 abitanti. Il capoluogo di contea è Hayes Center.